# Tabanus fusciventer
Tabanus fusciventer är en tvåvingeart som beskrevs av Schuurmans Stekhoven 1926. Tabanus fusciventer ingår i släktet Tabanus och familjen bromsar. Inga underarter finns listade i Catalogue of Life.